# 通达街道 (洮南市)
通达街道，是中华人民共和国吉林省白城市洮南市下辖的一个乡镇级行政单位。

## 行政区划
通达街道下辖以下地区：
通途社区、通庆社区、通畅社区和通富社区。